# Alavalli, Siddapur
Alavalli là một làng thuộc tehsil Siddapur, huyện Uttara Kannada, bang Karnataka, Ấn Độ.